# Kazimierz I dymiński
Kazimierz I (ur. przed 1135, zm. październik-listopad 1180) – książę pomorski, szczeciński i dymiński z dynastii Gryfitów. Młodszy syn księcia Warcisława I i prawdopodobnie księżniczki Idy.

## Lata panowania

### Lata młodzieńcze
Od wczesnej młodości brał udział w życiu publicznym księstwa. Wespół ze swym stryjem Raciborem I uczestniczył w akcjach pirackich na wyspy duńskie. Współrządy nad księstwem rozpoczął razem z bratem Bogusławem I w 1155 lub 1156. W 1157 książęta pomorscy walczyli po stronie Księstwa Polskiego, przeciw cesarzowi Fryderykowi Rudobrodemu. W dwa lata później – przeciw Duńczykom.

### Podział księstwa
Od 1160 Kazimierz rządził samodzielnie częścią północną Księstwa Pomorskiego ze stolicą w Dyminie. W tym roku doszło do podziału księstwa pomiędzy braci. Kazimierz otrzymał dzielnicę złożoną z kasztelanii dymińskiej, kamieńskiej, z ziemi bardzkiej, trzebusickiej, wolińskiej, stargardzkiej i części kołobrzeskiej. Tym samym uznał władzę zwierzchnią brata i  tytułował się odtąd księciem na Dyminie. Jego brat Bogusław I przejął pod kontrolę ziemie: szczecińską, kołbacką, wkrzańską, wołogoską, choćkowską i łosicką z siedzibą na Uznamie. Ziemie: kołobrzeska, koszalińska i świdwińska (wschodnie tereny Księstwa Pomorskiego) stanowiły współwłasność obu braci. Dokonany podział terytorialny, zapewne miał zapewnić obu książętom udział w wysokich dochodach z solanek kołobrzeskich.
Kazimierz musiał odpierać ciągłe ataki margrabiów brandenburskich, książąt saskich, książąt rugijskich i Duńczyków. W 1164 popadł w zależność lenną od księcia saskiego Henryka Lwa z ziemi Czrezpienian (okolice dolnej Piany, pomiędzy Pianą a Reknicą), które po 1170 ponownie wróciły do księstwa pomorskiego. W międzyczasie, po stłumieniu powstania u Chyżan przez Duńczyków i Sasów, w którym książę dymiński  brał udział, z ziem chyżańskich utworzono trzy księstewka, z których jedno zostało przydzielone pod jurysdykcję Kazimierzowi.

### Zdobycie Arkony i dalsze podboje
W 1168 Kazimierz razem z Bogusławem I uczestniczył w zdobyciu ostatniej twierdzy pogan na wyspie Ranie (Rugii) – Arkony. Udział ten był podyktowany zainteresowaniem króla duńskiego Waldemara legendarnymi skarbami gontyny (świątyni) Świętowita w Arkonie, potężnego i ostatniego ośrodka kultu pogańskiego. Do wojny Waldemar wystawił potężne wojsko, nadciągał również Przybysław, dawny książę obodrzycki, zwany księciem meklemburskim.
Dowództwo objął Absalon, biskup Roskilde. Po ciężkich walkach i nieudanych próbach sforsowania umocnień w końcu udało się złamać opór poprzez podłożenie ognia. Arkona poddała się po spaleniu drewnianej baszty i palisad na szczycie wału. Książęta rańscy – Jaromar I i Tesław – poddali się. Karencja natomiast przyjęła warunki bez prowadzenia walk. Po splądrowaniu i złupieniu bogactw, mieszkańcom nakazano przyjąć chrześcijaństwo. 
W zakresie podboju ziem wieleckich - Kazimierz I był kontynuatorem polityki swego ojca. Podboje książąt pomorskich posuwały się dalej na południe aż do granic Marchii Północnej, zarządzanej przez margrafów askańskich. Po zdobyciu ziem Dołężan i Redarów nadał Kościołowi hawelberskiemu kilka wsi (1170). W tym samym roku miały miejsce nadania dla klasztoru w Lund posiadłości nad rzeką Regą (łac. iuxta Regam fluvium sitas...). Dokument pochodzi z XVI w. z  odpisu XII-wiecznego. Zawiera 10 nazw miejscowych, położonych nad rzeką Regą.

### Hołd lenny
Ziemie pomorskie stały się miejscem ciągłych penetracji duńskich. Najazdy były dotkliwe dla ich mieszkańców i stanowiły nie lada problem dla Kazimierza I. W 1170 na rzece Dziwnie w pobliżu Wolina doszło do otwartego konfliktu pomiędzy obiema flotami. Następnie w okolicach Wyspy Chrząszczewskiej stoczono bitwę, w której Kazimierz dowodzący 50 statkami odniósł zwycięstwo nad Duńczykami. 
Późniejsze wojny z koalicją Duńczyków, Ranów i Sasów na terenie Pomorza w 1173, zdobycie Wolina, Kamienia, Wołogoszczy i Choćkowa przez Duńczyków oraz udział w sporze Henryka Lwa z cesarzem Fryderykiem Barbarossą, mocno wyczerpały siły księstwa pomorskiego. Jednak cesarz Fryderyk I, chcąc osłabić siły Henryka Lwa, zaproponował książętom zależność lenną. Po złożonym w obecności króla Danii Waldemara hołdzie lennym, Pomorze zaznało wreszcie spokoju od dotkliwych i wyczerpujących konfliktów zbrojnych, które eksploatowały i niszczyły rodzimą gospodarkę.

### Ostatnie lata życia. Śmierć księcia

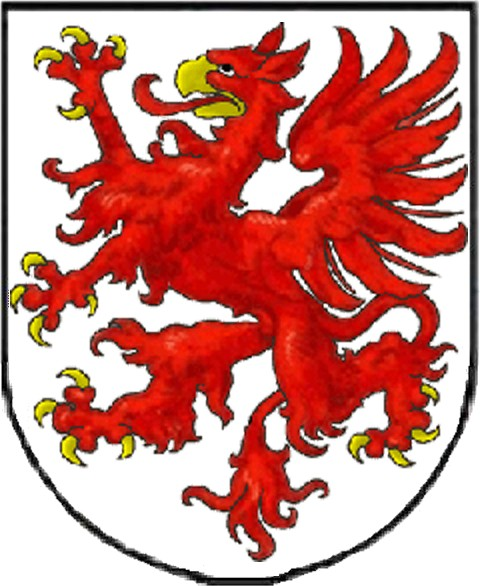
Herb rodowy Gryfitów

Książęta pomorscy jako lojalni lennicy stanęli po stronie Henryka Lwa, księcia saskiego toczącego wojnę z Hohenstaufami – szczególnie Kazimierz I, panujący na Zaodrzu. Pomorzanie podejmowali dalekie wyprawy na ziemie łużyckie i późniejszej Brandenburgii przeciwko wrogom Welfa. W 1180 niezadowolona z takiego obrotu sprawy Brandenburgia zaatakowała Pomorze. W trakcie odpierania tego ataku na polu bitwy zginął Kazimierz I (łac. repentita morte). XIII-wieczna Saska kronika świata oraz Kodeks z Zwickau podają, że Kazimierz I zginął na polu bitwy (walcząc z margrabią brandenburskim Ottonem I) wraz z rycerzem Borkiem i czternastoma innymi panami pomorskimi.
Arnold z Lubeki wiadomość o śmierci Kazimierza zawarł zaraz po opisie wyprawy cesarskiej do Saksonii. Dania, chcąc wykorzystać śmierć władcy północnej części księstwa, zaatakowała umocnienia obronne w Świnoujściu. Ten nagły atak przerwała śmierć króla Danii, Waldemara. Śmierć Kazimierza I spowodowała odsunięcie się Pomorzan od obozu Welfa i opowiedzenie się za obozem Hohenstaufa i cesarzem Fryderykiem I. W 1181 Bogusław I uznał się lennikiem cesarskim.
Niektóre źródła podają, że Kazimierz został pochowany w kościele katedralnym w Kamieniu Pomorskim, zapewne wspierając się informacją, że był pierwszym fundatorem kościoła. Według innej wersji spoczął w kościele WNP klasztoru premonstratensów na wyspie Uznam, któremu wcześniej nadał całą wieś i umorzył zaciągnięte u zakonników przez brata Bogusława I długi.

## Rodzina
Żoną Kazimierza I była prawdopodobnie NN, hrabianka holsztyńska, zapewne córka hrabiego Adolfa II i Matyldy ze Schwarzburga. Z małżeństwa tego pochodził, zmarły w młodości syn Adolf (Odolanus). Prawdopodobnie z tego związku narodziły się także dzieci, które zmarły we wczesnym dzieciństwie. Niekiedy przypisuje się Kazimierzowi dwie córki Dobrosławę i Świętochnę (J. Powierski), które według E. Rymara (genealoga), prawdopodobnie były potomkiniami innych książąt. 

### Genealogia
| Świętobor? ur. ? zm. ? | Świętobor? ur. ? zm. ? |                                                |                                                | NN ur. ? zm. ? | NN ur. ? zm. ? |  |  | NN ur. ? zm. ? | NN ur. ? zm. ? |                     |                     | NN ur. ? zm. ? | NN ur. ? zm. ? |
|                        |                        |                                                |                                                |                |                |  |  |                |                |                     |                     |                |                |
|                        |                        |                                                |                                                |                |                |  |  |                |                |                     |                     |                |                |
|                        |                        | Warcisław I ur. ok. 1091 zm. najp. 9 VIII 1135 | Warcisław I ur. ok. 1091 zm. najp. 9 VIII 1135 |                |                |  |  |                |                | Ida? ur. ? zm. 1136 | Ida? ur. ? zm. 1136 |                |                |
|                        |                        |                                                |                                                |                |                |  |  |                |                |                     |                     |                |                |
|                        |                        |                                                |                                                |                |                |  |  |                |                |                     |                     |                |                |
|                        |                        |                                                |                                                |                |                |  |  |                |                |                     |                     |                |                |

|                |                | NN (zap. córka Adolfa II, hrabiego Holsztynu) ur. ? zm. ? OO ? | NN (zap. córka Adolfa II, hrabiego Holsztynu) ur. ? zm. ? OO ? | Kazimierz I dymiński (ur. przed 1135, zm. X–XI 1180) | Kazimierz I dymiński (ur. przed 1135, zm. X–XI 1180) |  |  |  |  |
|                |                |                                                                |                                                                |                                                      |                                                      |  |  |  |  |
|                |                |                                                                |                                                                |                                                      |                                                      |  |  |  |  |
|                |                |                                                                |                                                                |                                                      |                                                      |  |  |  |  |
| Dalsze dzieci? | Dalsze dzieci? | Adolf (Odolanus) ur. ? zm. ?                                   | Adolf (Odolanus) ur. ? zm. ?                                   |                                                      |                                                      |  |  |  |  |

### Opracowania
- Olga Baranowska, Pomorze Zachodnie – moja mała ojczyzna, Szczecin: Wydawnictwo Ines, 2001, ISBN 83-910427-4-X, OCLC 909126747. Brak numerów stron w książce
- Zygmunt Boras, Książęta Pomorza Zachodniego, Poznań: Wydaw. Naukowe Uniwersytetu im. Adama Mickiewicza, 1996, ISBN 83-232-0732-1, OCLC 830122949. Brak numerów stron w książce
- Dopierała B., Polskie losy Pomorza Zachodniego, Poznań 1970.
- Kazimierz Kozłowski, Jerzy Podralski, Gryfici. Książęta Pomorza Zachodniego, Szczecin: Krajowa Agencja Wydawnicza, 1985, ISBN 83-03-00530-8, OCLC 189424372. Brak numerów stron w książce
- Podralski J., Źródła do dziejów ziemi gryfickiej [w:] Białecki T. (pod red.), Ziemia Gryficka 1969, Szczecin 1971.
- Edward Rymar, Rodowód książąt pomorskich, Szczecin: Książnica Pomorska im. Stanisława Staszica, 2005, ISBN 83-87879-50-9, OCLC 69296056. Brak numerów stron w książce
- Ewa Rzetelska-Feleszko, Pomorze Zachodnie, Warszawa: Państ. Wydaw. Naukowe, 1986, ISBN 83-01-06462-5, OCLC 835892867. Brak numerów stron w książce
- Szymański J.W., Książęcy ród Gryfitów, Goleniów – Kielce 2006, ISBN 83-7273-224-8.
- Wachowski K., Słowiańszczyzna Zachodnia, Poznań 2000, ISBN 83-7063-271-8.

### Literatura dodatkowa (online)
- v. Bülow, Casimir I. Herzog von Pommern-Demmin (niem.) [w:] NDB, ADB Deutsche Biographie (niem.), [dostęp 2012-04-12].
- Madsen U., Kasimir I. Herzog von Slawien-Demmin (niem.), [dostęp 2012-04-12].